# Handball-Oberliga Hamburg/Schleswig-Holstein 2012/13
Die Handball-Oberliga Hamburg/Schleswig-Holstein 2012/13 wurde unter dem Dach der Handballverbände Hamburg und Schleswig-Holstein organisiert. Sie ist die höchste Spielklasse des Verbundes und wird hinter der 3. Liga als vierthöchste Spielklasse im deutschen Ligensystem eingestuft.

## Saisonverlauf
Die Handball-Oberliga Hamburg – Schleswig-Holstein 2012/13 war die dritte Ausspielung der Handball-Ligasaison.

### Modus
Es wurde eine Hin- und Rückrunde gespielt. Nach Abschluss der daraus resultierenden Spieltage stieg der Meister in die 3. Liga auf, während die letzten drei Mannschaften in die Ligen der Landesverbände absteigen mussten. Der Modus war für Männer und Frauen gleich.

## Teilnehmer
Nicht mehr dabei waren die Auf- und Absteiger der Vorsaison. Neu hinzukamen die Absteiger (A) der 3. Liga und Aufsteiger (N) aus den Verbandsligen.

### Abschlussplatzierungen

Handballverband Hamburg (HHV)

Handballverband Schleswig-Holstein

| Männer  1. THW Kiel II - 2. HSV Hamburg II - 3. DHK Flensborg (A) - 4. SG Dithmarschen - 5. SG WIFT Neumünster - 6. TSV Ellerbek - 7. Preetzer TSV (N) - 8. VfL Bad Schwartau II - 9. FC St. Pauli - 10 HSG Schülp/Westerrönfeld - 11 HSG Hohn/Elsdorf  12 MTV Herzhorn  13. HG Hamburg-Barmbek (N)  14 HG Norderstedt (N) | Frauen  1. TSV Ellerbek - 2. HG Owschlag-Kropp-Tetenhusen (M) - 3. TSV Altenholz - 4. ATSV Stockelsdorf (N) - 5. TSV Wattenbek - 6. SC Alstertal-Langenhorn (A) - 7. TSV Jörl - 8. Lübeck 1876 - 9. Lauenburger SV - 10 HSG Tarp-Wanderup - 11 HSG Holstein Kiel / Kronshagen  12 SG Todesfelde/Leezen (N)  13 Bredstedter TSV  14 SG Hamburg-Nord (N) |

(A) = Absteiger aus der 3. Liga (N) = neu in der Liga (R) = Rückzug (M) = Meister / Titelverteidiger
  Meister und Aufsteiger zur 3. Liga 2013/14
 Meister (kein Aufsteiger)
- Für die Oberliga 2013/14 qualifiziert